# 유니버설 스튜디오 베이징
유니버설 스튜디오 베이징(영어: Universal Studios Beijing, 중국어: 北京环球影城)은 중국 베이징시의 놀이공원이다.
유니버설 파크 & 리조트의 CEO 토머스 L. 윌리엄스는 2014년 10월 13일 유니버설 스튜디오 베이징을 건설하기로 계약을 체결했으며, 2019년에 개장할 예정이라고 발표했다. 2016년, 2019년에서 2021년으로 개장을 연기했다.
세계에서 가장 큰 유니버셜 스튜디오 리조트다.